# Supergrup de l'astrofil·lita
El supergrup de l'astrofil·lita és un grup de minerals de la classe dels silicats, amb fórmula genèrica: A2pBrC₇D₂(T₄O₁₂)₂IXOD2XOA₄XPDnWA2, on: 
- C [cations als llocs M (1-4) del full O] = Fe2+, Mn, Na, Mg, Zn, Fe3+, Ca, Zr, Li
- D [cations als fulls H] = [6,5]Ti, Nb, Zr, Sn4+, [5]Fe3+, Mg, Al
- T = Si, Al
- A2pFrIWA2 (bloc I) eren p & r = 1,2
- A = K, Cs, Ba, H₂O, Li, Rb, Pb2 +, Na, ◻
- B = Na, Ca, Ba, H₂O, ◻
- XOD = O
- XOA = OH, F
- XPD = F, O, OH, H₂O, ◻ (n = 0, 1, 2)
- WA = H₂O, ◻

Segons la classificació de Nickel-Strunz, els minerals del supergrup de l'astrofil·lita pertanyen a "09.DC - Inosilicats amb ramificacions de 2 cadenes senzilles periòdiques; Si₂O₆ + 2SiO₃ Si₄O₁₂".
Aquest supergrup està format per tres grups: el grup de l'astrofil·lita, el grup de la kupletskita i el grup de la devitoïta.

## Grup de l'astrofil·lita
El grup de l'astrofil·lita està format per set minerals: astrofil·lita, bulgakita, hidroastrofil·lita, nalivkinita, niobofil·lita, tarbagataïta i zircofil·lita. Totes elles cristal·litzen en el sistema triclínic.
| Espècie            | Fórmula                                        |
| ------------------ | ---------------------------------------------- |
| Astrofil·lita      | K₂NaFe2+ 7Ti₂Si₈O26(OH)₄F                      |
| Bulgakita          | Li₂(Ca,Na)Fe2+ 7Ti₂(Si₄O₁₂)₂O₂(OH)₄(F,O)(H₂O)₂ |
| Hidroastrofil·lita | (H₃O,K,Ca)₃(Fe,Mn)5-65Ti₂Si₈(O,OH)31           |
| Nalivkinita        | Li₂Na(Fe2+,Mn2+)₇Ti₂Si₈O26(OH)₄F               |
| Niobofil·lita      | (K,Na)₃(Fe,Mn)₆(Nb,Ti)₂Si₈(O,OH,F)31           |
| Tarbagataïta       | (K◻)Ca(Fe2+,Mn)₇Ti₂(Si₄O₁₂)₂O₂(OH)₅            |
| Zircofil·lita      | K₂NaFe2+ 7Zr₂(Si₄O₁₂)₂O₂(OH)₄F                 |

## Grup de la devitoïta
El grup de la devitoïta és un grup de minerals integrat per tres espècies: devitoïta, lobanovita i sveinbergeïta. La lobanovita cristal·litza en el sistema monoclínic, sent la única espècie de tot el supergrup que cristal·litza d'aquesta manera. Les altres dues espècies són triclíniques.
| Espècie       | Fórmula                                        |
| ------------- | ---------------------------------------------- |
| Devitoïta     | [Ba₆(PO₄)₂(CO₃)][Fe2+ 7(OH)₄Fe3+ 2O₂(Si₄O₁₂)₂] |
| Lobanovita    | K₂Na(Fe2+ 4Mg₂Na)Ti₂(Si₄O₁₂)₂O₂(OH)₄           |
| Sveinbergeïta | Ca(Fe2+ 6Fe3+)Ti₂(Si₄O₁₂)₂O₂(OH)₅(H₂O)₄        |

## Grup de la kupletskita
El grup de la kupletskita és un grup d'inosilicats triclínics format per quatre minerals: kupletskita, kupletskita-(Cs), laverovita i niobokupletskita.
| Espècie          | Fórmula                                |
| ---------------- | -------------------------------------- |
| Kupletskita      | (K,Na)₃(Mn,Fe)₇Ti₂Si₈O26(OH)₄F         |
| Kupletskita-(Cs) | Cs₂NaMn2+ 7Ti₂(Si₄O₁₂)₂O₂(OH)₄F        |
| Laverovita       | K₂NaMn₇Zr₂(Si₄O₁₂)₂O₂(OH)₄F            |
| Niobokupletskita | K₂NaMn2+ 7(Nb,Ti)(Si₄O₁₂)₂O₂(OH)₄(O,F) |

## Minerals no agrupats
Dins del supergrup de l'astrofil·lita trobem un mineral que no està englobat dins de cap dels tres grups que l'integren: la heyerdahlita, un silicat aprovat per l'IMA l'any 2016.
| Espècie      | Fórmula                          |
| ------------ | -------------------------------- |
| Heyerdahlita | Na₃Mn₇Ti₂(Si₄O₁₂)₂O₂(OH)₄F(H₂O)₂ |